# ジミー・コープリー
ジミー・コープリー（Jimmy Copley、1953年12月29日 - 2017年5月13日）は、イギリスのロック・ドラマーである。
コープリーは主にセッション・ミュージシャンとして活動し、ジェフ・ベック、グレアム・パーカー、UPP、ポール・ヤング、マグナム、ディープ・パープルのロジャー・グローヴァーやイアン・ギランやグレン・ヒューズ、ゴー・ウエスト、キリング・ジョーク、ティアーズ・フォー・フィアーズ、シール、トニー・アイオミ、ポール・ロジャースと仕事をしてきた。2007年からは、マンフレッド・マンズ・アース・バンドのドラマーを務めた。
日本では、アン・ルイスのサポート・バンドにてドラマーを務めたほか、矢沢永吉、今井美樹などのアルバムに参加している。特筆すべきはCharとの交流だろう。1988年、一緒に結成したバンド、PSYCHEDELIXでの活動を皮切りに、Charのソロ活動においても欠かせない存在となっていった。
彼は、オープンハンド・ドラムのテクニックの達人であった。この方法は、ハイハットとスネアを同時に叩くときに手を組む必要がなく、クロスハンドを基本的な演奏位置とする従来のドラム演奏方法とは対照的なものだった。
コープリーは、長期にわたってタマ・ドラムの支持者だった。また、長年、スーパースター、グランスター、アートスターII、スタークラシックのドラムを使用してきた。さらに長い付き合いだったのが、ジルジャン・シンバルとの関係だった。また、ヴィクファースのドラム・スティックを使用していた。

## 死について
ブリストル大学病院によると、コープリーは2015年に白血病と診断され、骨髄移植を行ったが、再発してしまった。彼は化学療法の中止を選択した。コープリーの最後の日、彼の病室は一時的な録音スタジオに変わり、彼と友人とで、ブリストルにあるブリストル血液学および腫瘍学センターとロイヤルユナイテッド病院に寄付するためのEPをレコーディングすることができた。

## ディスコグラフィ

### ソロ・アルバム
- 『スラップ・マイ・ハンド』 - Slap My Hand (2008年)
- 『スラップ・マイ・ハンド・スペシャルセッション』 - Slap My Hand Special Session (2009年) ※Jimmy Copley & Char名義。CD & DVD

### UPP
- 『UPP』 - Upp (1975年)
- 『ジス・ウェイ』 - This Way Upp (1976年)

### キリング・ジョーク
- 『アウトサイド・ザ・ゲート』 - Outside the Gate (1988年)

### ティアーズ・フォー・フィアーズ
- 『ネブワース 1990』 - Live at Knebworth '90 (1990年) ※ライブ音源。3曲を収録
- 『ライヴ・イン・サンタ・バーバラ』 - Going To California (Live from Santa Barbara) (1990年) ※ライブVHS

### PSYCHEDELIX
- 「MOVE ON + GREEN LIGHT」 - "Move On/Green Light" (1992年) ※シングル
- 『PSYCHEDELIX』 - Psychedelix (1992年)
- 『NO ONE'S WASTIN' TIME』 - no one's wastin' time (1992年) ※ライブ・アルバム
- 「ラウディー・ボーイズ」 - "Rowdy Boys" (1993年) ※シングル
- 『PSYCHEDELIX II』 - Psychedelix II (1994年)
- 『Livin’ In Osaka』 - Livin' In Osaka (1994年) ※EP
- 『Merry Go Round』 - Merry-Go-Round (1995年) ※EP
- 『Stand』 - Stand (1995年)
- 『Stand e.p.』 - Stand e.p. (1995年) ※EP
- 『SMOKY』 - Smoky (1996年) ※EP
- 『ON-GAESHI 1』 - On-Gaeshi 1 (1999年) ※ライブ・アルバム
- 『ON-GAESHI 2』 - On-Gaeshi 2 (1999年) ※ライブ・アルバム
- 『EDOYA COLLECTION 1992-1996』 - Edoya Collection 1992-1996 (1999年) ※ベスト・アルバム
- 『20th MARCH 1994』 - 20th March 1994 (2000年) ※ライブDVD
- 『1992 MOVE ON TOUR STAGE 1』 - Move On Tour Stage 1 (2005年) ※ライブDVD
- 『New Classics』 - New Classics (2008年)

### Char
- 『DAYS WENT BY 1988〜1993』 - Days Went By 1988-1993 (1993年) ※ベスト・アルバム
- 『Char Electric guitar Concert』 - Char Electric Guitar Concert" (1997年) ※ライブ・アルバム
- 「TODAY」 - "Today" (1998年) ※シングル
- 「LET IT BLOW」 - "Let It Blow" (1998年) ※シングル
- 「Touch my love again」 - "Touch My Love Again" (1999年) ※シングル
- 『I'm gonna take this CHANCE』 - I’m Gonna Take This Chance (1999年)
- 『CHAR EDOYA COLLECTION 1988-1997』 - Char Edoya Collection 1988-1997 (1999年) ※ベスト・アルバム
- 『ALL AROUND ME 〜Char Plays Ballad〜』 - Char Plays Ballad (1999年) ※ベスト・アルバム
- 『20th Anniversary〜Electric guitar Concert〜』 - 20th Anniversary "Electric Guitar Concert" (1999年) ※ライブDVD
- 「Share the wonder」 - "Share The Wonder" (2000年) ※シングル
- 『Char played With and Without』 - Char Played With And Without (2000年) ※ライブ・アルバム
- 『BAMBOO JOINTS』 - Bamboo Joints (2001年)
- 『CHAR PSYCHE 1988』 - Char Psyche 1988 (2002年) ※ライブ・アルバム
- 『LIVE IN NIPPON BUDOKAN 2001〜BAMBOO JOINTS〜』 - Live In Nippon Budokan 2001 "Bamboo Joints" (2002年) ※ライブDVD
- 『Sacred Hills 〜聖なる丘〜』 - Sacred Hills (2002年)
- 『MR.70'S YOU SET ME FREE』 - Mr.70’s You Set Me Free (2003年)
- 『SINGLES 1976-2005』 - Singles 1976-2005 (2006年) ※ベスト・アルバム
- 『Jeff By Char』 - Tradrock "Jeff" by Char (2011年) ※カバー・アルバム

### Various Artists
- 『紫のけむり (ジミ・ヘンドリックス・トリビュート)』 - Stone Free - Jimi Hendrix Tribute (1993年)

### カート・スミス
- 『コーリング・アウト』 - Soul on Board (1991年)

### マーティン・ペイジ
- 『ハウス・オブ・ストーン・アンド・ライト』 - In the House of Stone and Light (1994年)

### プリテンダーズ
- 『ラスト・オブ・インディペンデンツ』 - Last of the Independents (1994年)

### ポール・ロジャース
- 『ポール・ロジャース・ライヴ』 - Live：The Loreley Tapes (1996年) ※ライブ・アルバム
- 『NOW』 - Now (1997年)
- Now and Live (1997年) ※コンピレーション・アルバム
- 『エレクトリック』 - Electric (1999年)

### メイフィールド
- Mayfield (1998年)

### トニー・アイオミ
- 『アイオミ』 - Iommi (2000年)
- 『ザ・1996・DEP(デップ)セッションズ』 - The 1996 DEP Sessions (2004年) ※アイオミ・ウィズ・グレン・ヒューズ名義

### ゴー・ウエスト
- The Best Of Go West - Live at the NEC (2001年)

### マグナム
- Livin' The Dream (2005年) ※ライブDVD
- 『プリンセス・アリス・アンド・ザ・ブロークン・アロウ』 - Princess Alice and the Broken Arrow (2007年)